# Río Cobquecura
Río Cobquecura är ett vattendrag  i Chile.   Det ligger i regionen Región del Biobío, i den södra delen av landet, 400 km sydväst om huvudstaden Santiago de Chile.
I omgivningen kring Río Cobquecura växer i huvudsak städsegrön lövskog och området är glesbefolkat, med 11 invånare per kvadratkilometer.